# Hypognatha mirandaribeiroi
Hypognatha mirandaribeiroi là một loài nhện trong họ Araneidae.
Loài này thuộc chi Hypognatha. Hypognatha mirandaribeiroi được Ilka Maria Fernandes Soares & Hélio Ferraz de Almeida Camargo miêu tả năm 1948.